# Nanase Kiryu
Nanase Kiryu (木龍 七瀬 Kiryū Nanase?), född 31 oktober 1989, är en japansk fotbollsspelare som spelar för Okayama Yunogo Belle.
Nanase Kiryu spelade 16 landskamper för det japanska landslaget. Hon deltog bland annat i Asiatiska mästerskapet i fotboll för damer 2014 och Asiatiska spelen 2014.